# انکوتا
انکوتا (به اسپانیایی: Ancuta) یک منطقهٔ مسکونی در شیلی است که در منطقه آریکا و پاریناکوتا واقع شده‌است.